# キリエ
キリエ（Kyrie）はギリシア語の κύριος（kyrios - 主（しゅ））の呼格κύριεをラテン文字で表わしたもので「主よ」を意味する。また、「キリエ」（もしくは「キリエ・エレイソン」）はキリスト教の礼拝における重要な祈りの一つ。日本のカトリック教会では第2バチカン公会議以降典礼の日本語化に伴い、憐れみの賛歌（あわれみのさんか）と呼ばれる。日本正教会では「主、憐れめよ」と訳される。

## 東方教会
東方教会（正教会、東方諸教会、東方典礼カトリック教会など）の奉神礼（典礼）では「主憐れめよ」(ギリシア語: Κύριε ἐλέησον、キリエ・エレイソン) 、もしくはこれに相当する文言はもっとも頻繁に唱えられる文言である。この祈りはイイススの祈りの短縮版とされる。イイススの祈りは東方の教派でよく用いられ、現在では西方教会でもしばしば用いられている。
正教会系でよく用いられる連祷では、信徒は「主、憐れめよ」（日本ハリストス正教会の訳）と応答する（1回、もしくは3回繰返す）。連祷の種類によっては、12回、あるいは40回も「主、憐れめよ」を繰返すものもある。なお、増連祷（ぞうれんとう）では途中から「主、賜えよ」に応答の言葉が替わる。
また「キリエ・エレイソン」の文言は、コプト正教会でも古くから用いられている。

## 西方教会
西方教会でいう「キリエ」の祈りは、「キリエ」ではじまり三節からなる祈祷文である。「キリエ」の祈りはカトリック教会のミサや、ルター派やアングリカン・コミュニオンの多くなどの他の宗派の典礼の中で用いられ、司祭などの先導で信徒（会衆）により復唱される。ヨセフ・アンドレアス・ユングマンをはじめとする神学者によれば、カトリックのミサにおける「キリエ」は、ミサの最初に行われていた東方教会のものとよく似た連祷（リタニ）の名残であると推測されている。西方教会では現在では、「キリエ」は通常、現地語で唱えられるが、歴史的にはギリシャ語をラテン語に翻字したものを、ラテン語ミサで用いていた。
Κύριε ἐλέησον, Χριστὲ ἐλέησον, Κύριε ἐλέησον.
Kyrie eleison; Christe eleison; Kyrie eleison.
発音 ['kir.i.e e'le.i.son 'kris.te e'le.i.son 'kir.i.e e'le.i.son]
主よ 憐れみたまえ / キリスト 憐れみたまえ / 主よ 憐れみたまえ
伝統的には、各文が3回ずつ唱えられる。3行が3回ずつ歌われることは三位一体を念頭に置くものである。
ローマ典礼では、「キリエ」は通常文の早い段階、「悔い改めの祈り」の次に唱えられる。ただし、第2バチカン公会議での改革以降のミサ（パウロ6世ミサ）では、「悔い改めの祈り」のC形に「キリエ」の文言が含まれるので、この形を用いる時には「キリエ」は重ねて唱えることはしない。
「悔い改めの祈り」のC形
司祭: [短いその日の祈りの言葉の後] 主よ、憐れみたまえ。
会衆: 主よ、憐れみたまえ。
司祭: [短いその日の祈りの言葉の後] キリスト、憐れみたまえ。
会衆: キリスト、憐れみたまえ。
司祭: [短いその日の祈りの言葉の後] 主よ、憐れみたまえ。
会衆: 主よ、憐れみたまえ。
また洗礼時の灌水の儀式では、「悔い改めの祈り」と「キリエ」は共に略される。
1969年まで広く行われていた第2バチカン公会議以前のトリエント・ミサでは、「キリエ」は通常文の中で最初に歌唱される祈りであり、ミサ曲の必須要素であった。ミサ曲の「キリエ」は、典礼文の対称構造を反映した三部形式 (ABA) の構造を取ることが多い。今日でも、「キリエ」はカントル、合唱隊、信徒によって歌われることがあり、その形はグレゴリオ聖歌からフォークソングまで幅広い。

### ミサ曲のキリエ
「キリエ」は聖歌の歌詞として非常に人気があった。226のグレゴリオ聖歌の旋律が残されており、そのうち30は『リベル・ウズアリス』（特によく歌われるものを編纂したグレゴリオ聖歌集）に収められている。もっとも古い形と考えられている聖歌では、同じ旋律が8回繰返された後、その変形が最後に歌われる（すなわち、AAA AAA AAA'の形をとる）。こういった繰り返しは、ローマ数字を用いて、 "iij" （3回）や "ij" （2回）などと示される。『リベル・ウズアリス』に収められるレクイエムミサのための「キリエ」ではこの形がとられている。より後代の「キリエ」では、AAA BBB AAA' や AAA BBB CCC' 、あるいは ABA CDC EFE' など、より複雑な形式をとっているが、ここでも、最終行は常になんらかの変形を施されている。場合によっては、これは続くグロリアへの滑らかな移行のためとも解釈されうる。また『リベル・ウズアリス』のほぼ全ての「キリエ」では、テキストが全て「エレイソン」で終わることを反映し、ほとんど全ての行の最後におなじフレーズがおかれている。
テキストが非常に短いことから、「キリエ」はしばしばメリスマを凝らしたものとなっている。このことが一因となり、後の作曲家たちは、メリスマに言葉を足したり、メリスマを引き伸ばして「キリエ」からトロープスを作曲した。実際には、多くの「キリエ」は楽譜の成立年代が遅いために、その「キリエ」の旋律が先に成立したのか、トロープスのテキストが先に成立したのか明らかでない場合が多く、シラブル様式の歌が「キリエ」のメリスマに転用された可能性も否定できない。場合によっては、「キリエ」（もしくは「クリステ」）と「エレイソン」の間にもそれぞれトロープスの歌詞が挿入される。